# Franse republikeinse kalender/RommeSystem
Schrikkeljaren na XVI zijn berekend volgens het systeem van de commissie-Romme, omdat het oorspronkelijke systeem niet toegepast kan worden op de jaren na XVIII omdat de artikelen III en X van het decreet strijdig zijn.